# Laag-België
Laag-België is een geografische streek in België die grotendeels overeenkomt met Vlaanderen.
Geografisch gezien begint met in het westen de Noordzee en de kuststrook, bestaande uit een zandstrand met duinen, die zich in een rechte lijn over een afstand van circa 65 km uitstrekt. Achter de kust liggen de polders, een vlak en zeer vruchtbaar land dat vroeger regelmatig door de zee werd overspoeld, maar nu is drooggelegd en door sluizen tegen de sterke getijdenwerking wordt beschermd.
Tussen de westelijke polders, de Leie en de Schelde ligt de Vlaamse Laagvlakte (soms ook wel opgesplitst in Zandlemig Vlaanderen en Zandig Vlaanderen), een zandstreek die hier en daar heuvelachtig is. Deze heuvelruggetjes worden de West-Vlaamse heuvels en de Vlaamse Ardennen genoemd. In het verlengde van de Vlaamse Laagvlakte, naar het oosten toe, liggen de Kempen. Het landschap bestaat vooral uit dennenbossen, weiland en maïsvelden.
Ten zuiden hiervan streken zich van west naar oost de Groentestreek, het Hageland en Vochtig Haspengouw uit. In het uiterste oosten van Vlaanderen bevindt zich het Maasland en de Voerstreek die deel uitmaakt van het Land van Herve. Ten slotte strekken de Brabantse Leemstreek en Droog Haspengouw zich uit over de zuidelijke delen van Vlaams-Brabant en Limburg.